# Lopata (Žužemberk)
Lopata (Duits: Schaufeln) is een plaats in Slovenië en maakt deel uit van de gemeente Žužemberk in de NUTS-3-regio Jugovzhodna Slovenija. De plaats telde 83 inwoners op 1 januari 2020.